# Gustnado

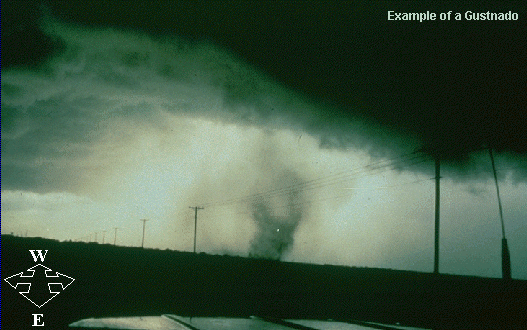
Gustnado w stanie Wisconsin

Gustnado, tornado szkwałowe – płytka i słaba trąba powietrzna powstająca na linii szkwałowej. 
Tornada szkwałowe najczęściej powstają przez prąd zstępujący w burzy, tworzący front szybko poruszającego się zimnego powietrza, które powoduje gwałtowne wynoszenie ciepłego powietrza przed frontem i tworzenie się wirującego powietrza. Zazwyczaj tornada szkwałowe widoczne są dzięki pyłom i okruchom zawieszonym w powietrzu. Słownik Amerykańskiego Towarzystwa Meteorologicznego klasyfikuje tornada powstające na linii szkwałów jako rodzaj tornada, mimo że nie są związane z mezocyklonem w superkomórkach burzowych.